# Клинка
Клинка — деревня в Сафоновском районе Смоленской области России. Входит в Беленинское сельское поселение.

## География
Деревня находится в 3 километрах к востоку от районного центра города Сафоново. К югу от деревни находится озеро Клинка и река Быстрянка.

### Часовой пояс
Деревня Клинка, как и вся Смоленская область, находится в часовой зоне МСК (московское время). Смещение применяемого времени относительно UTC составляет +3:00.

## Инфраструктура
В деревне 1 улица Школьная. В деревне находятся школа-интернат № 1, котельная, база отдыха 

## Достопримечательности
В деревне Клинка находится Стела 